# Equites Singulares Augusti
Gli Equites Singulares (cavalleria personale nelle province romane, del legatus legionis o del legatus Augusti pro praetore) o Equites singulares Augusti (letteralmente Cavalleria personale dell'imperatore) o semplicemente Equites Singulares (scorta personale del comandante di un'unità ausiliaria) erano un corpo militare dell'Impero Romano. Nel caso fornissero la scorta allo stesso Imperatore, costituivano una forza militare montata composta da 1.000 cavalieri e ne garantivano la sicurezza in battaglia. Sembra facessero parte, in quest'ultimo caso, della guardia pretoriana imperiale.

## Storia
Il corpo, istituito al tempo della dinastia flavia (presumibilmente da Domiziano) e successivamente rafforzato da Traiano, fu sciolto da Costantino I dopo la battaglia di Ponte Milvio contro Massenzio, in quanto gli Equites Singulares si erano schierati al fianco di Massenzio.
Erano organizzati in alae di cavalleria, con ciascuna ala divisa in 16 turmae da 32 uomini, 16 decurioni ed un decurione princeps, e comandata da un praefectus equitum per un totale di 512 cavalieri. Il loro numero fu raddoppiato a 1.000 uomini sotto Diocleziano.
Per poter diventare Eques Singularis occorreva aver maturato un'esperienza di almeno cinque anni negli altri reparti dell'esercito, il servizio durava complessivamente venticinque anni. Gli Equites Singulares erano reclutati solitamente tra le Alae ausiliarie e l'etnia prevalente fu dapprima la germanica e successivamente con Settimio Severo in maggioranza era composta da Pannoni, Daci e Traci. Con il reclutamento i soldati ottenevano automaticamente la cittadinanza romana con tutti i relativi benefici che questa comportava e questo sta ad indicare la volontà dell'imperatore di avvalersi di una forza d'élite efficace e fidata.
Il corpo disponeva di due caserme:
- la prima caserma Castra Priora equitum singularium si trovava sul Celio (presso l'odierna via Tasso),
- la seconda caserma Castra Nova equitum singularium venne costruita sotto l'imperatore Settimio Severo tra il 193 e il 197, presso il Laterano.

Gli Equites Singulares veneravano in particolare le divinità protettrici dei soldati che erano per lo più di origine celtica; le Campestres (per le esercitazioni con le armi) e la dea Epona protettrice dei cavalli.
Gli Equites Singulares avevano una loro necropoli situata nella proprietà imperiale detta "ad Duas Lauros" al III miglio della Via Labicana. La necropoli fu utilizzata dal II al IV secolo, quando il corpo fu sciolto. Dopo lo scioglimento la necropoli fu distrutta e su di essa venne edificato il Mausoleo di Elena madre di Costantino.

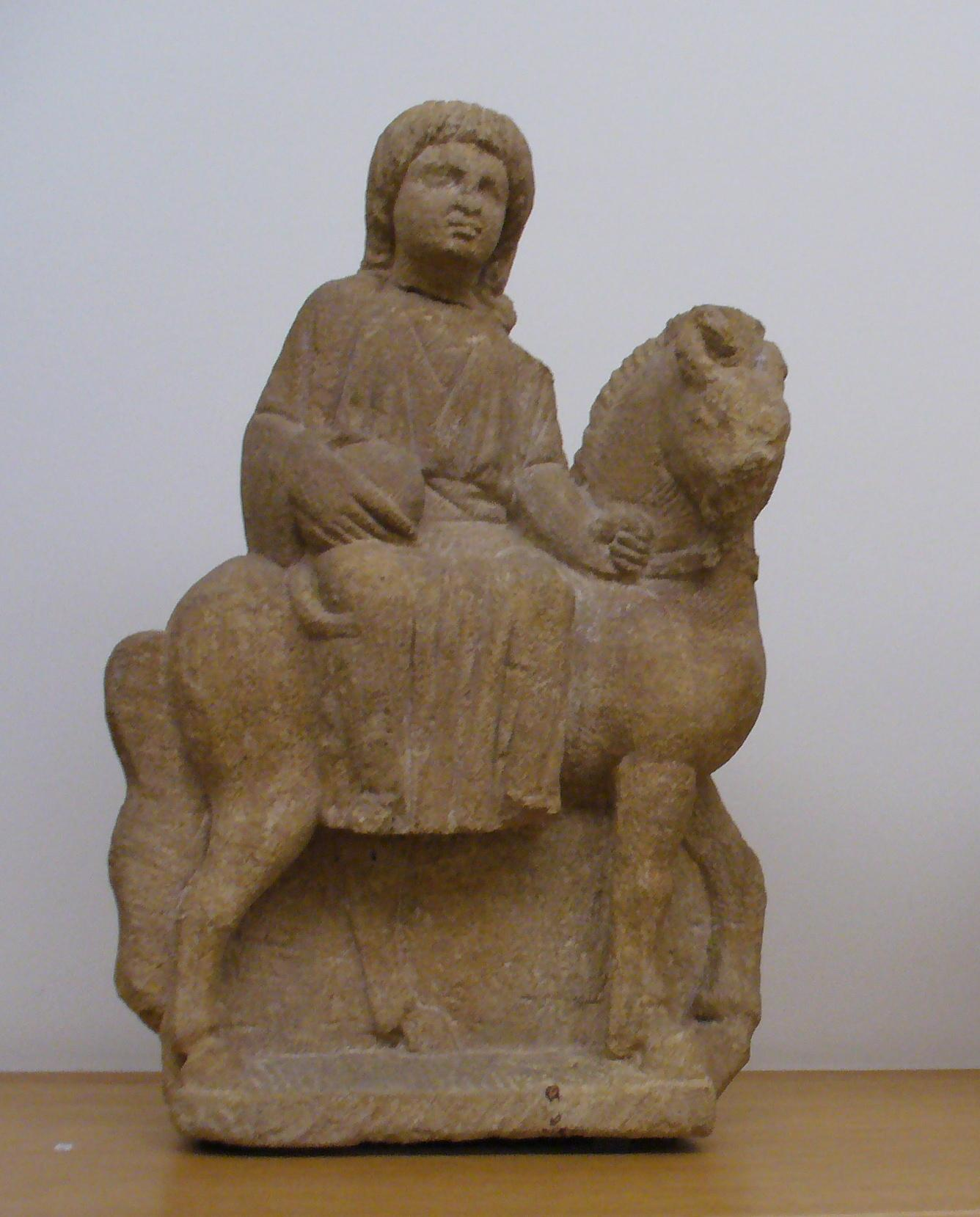
La dea Epona, venerata dagli Equites singulares.
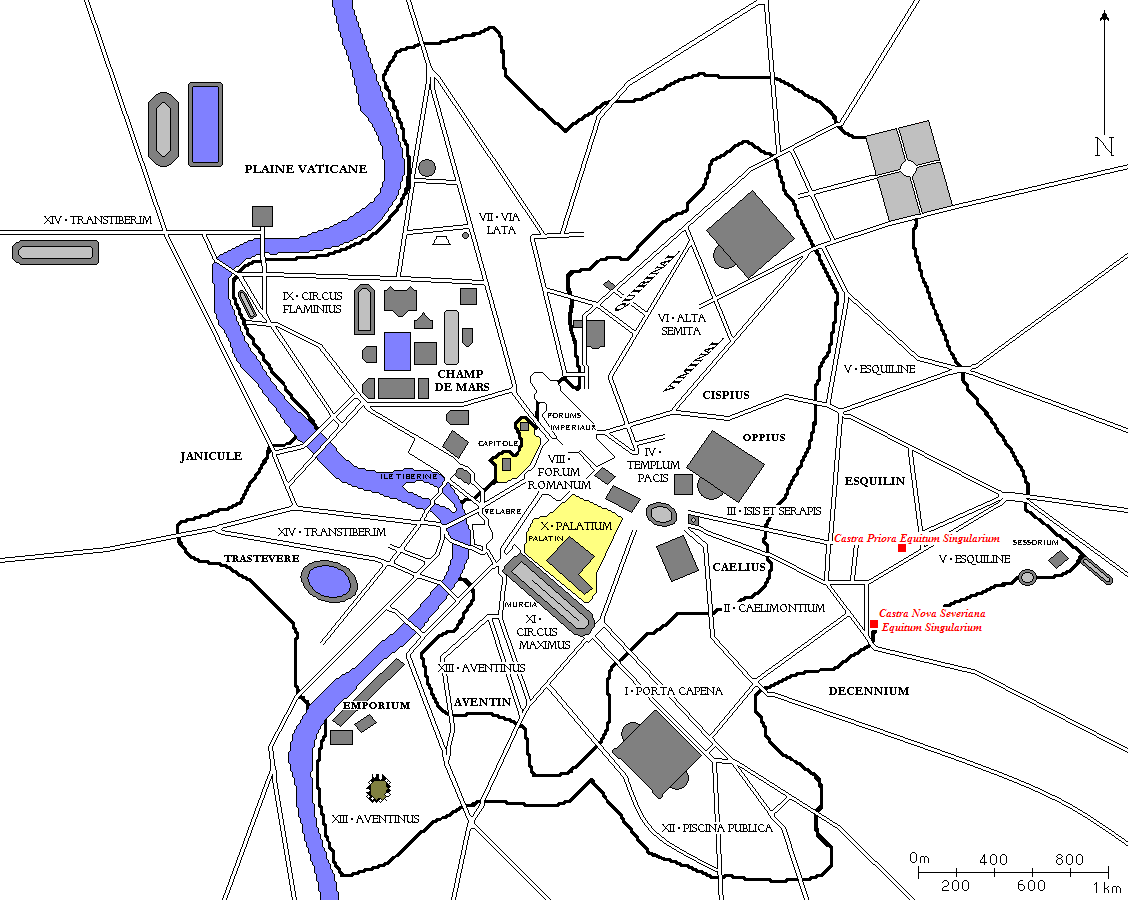
Caserme degli Equites singulares
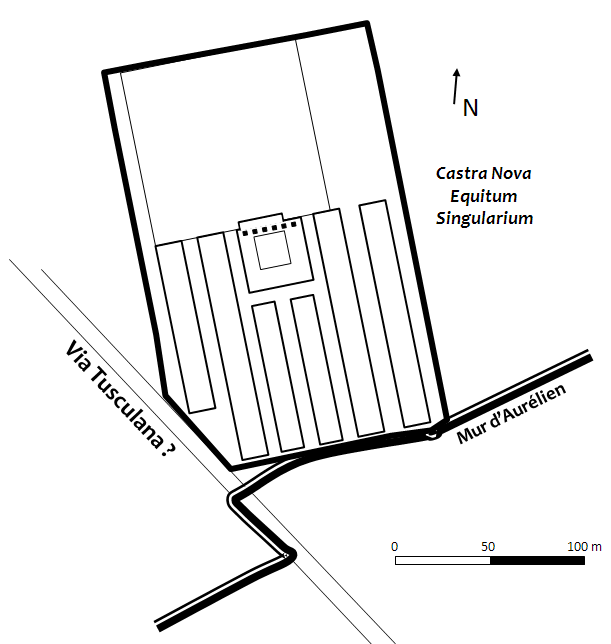
Mappa ricostruttiva del Castra Nova equitum singularium